# TekWar
TekWar – kanadyjsko-amerykański serial science fiction wyreżyserowany przez Williama Shatnera.

## Obsada serialu
- Torri Higginson: Beth Kittridge
- Greg Evigan: Jake Cardigan
- William Shatner: Walter Bascom
- Sonja Smits: Kate Cardigan
- Eugene Clark: Sid Gomez
- Ray Jewers: Bennett Sands
- Von Flores: Sonny Hokori
- David Hemblen: Inspektor Winterguild
- Marc Marut: Danny Cardigan
- Christian Campbell (I): Danny Cardigan (1995-1996)
- Maurice Dean Wint: Winger
- Barry Morse (I): Profesor Kittridge
- Lexa Doig: Cowgirl
- Sheena Easton: Warbride
- Catherine Blythe: Centra
- Ed Sahely: Ogden Swires
- Markus Parilo: Vargas
- Richard Chevolleau: Wild Side
- Joan Heney: Dr. Danenberg jako robot
- Claire Cellucci: młody Dr. Danenberg
- Jonathan Hartman: Tek Dealer
- Sandi Ross: Freezer Doctor
- Marie Cruz (I): Sands' Receptionist
- Danny Lima: Hockey Android
- Michael Sinelnikoff: Sędzia
- Jacinta McDonnell: żeński hologram